# Manuel Hedilla
Federico Manuel Hedilla Larrey (Ambrosero, Cantabrie, 18 juillet 1902 – Madrid, 4 février 1970) était un membre important de la Phalange Espagnole (Falange Española de las JONS) qu’il dirigea d’ailleurs brièvement après la mort du fondateur José Antonio Primo de Rivera. N'ayant pas accepté la fusion de la Phalange avec les traditionalistes Carlistes décidée par Franco en avril 1937, il fut condamné à mort mais gracié. Emprisonné jusqu'en 1947, il ne joua aucun rôle dans l'Espagne franquiste.

## Biographie
Né dans une famille de la classe moyenne, il étudia chez les Salésiens de Baracaldo (Biscaye) avant de devenir ouvrier mécanicien. Il entra dans la Phalange Espagnole en 1934 et fut rapidement désigné comme chef local du parti à Renedo de Piélagos, charge dans laquelle il fit montre d’une grande activité prosélyte. En mars 1935, lors de la venue de José  Antonio à Santander, il fut nommé chef provincial puis, en novembre de la même année, Conseiller National de la Phalange.
En mai 1936, il eut une première entrevue avec le général Emilio Mola puis il participa aux préparatifs du soulèvement du 18 juillet 1936. Sous le pseudonyme de Pasavan, et apparemment mandaté par José Antonio, il commença à réorganiser l’encadrement de la Phalange pour l’intégrer dans le soulèvement. José Antonio étant emprisonné à Valence, Hedilla devint de facto le chef national de la Phalange. Une junte provisoire de direction de la Phalange, créée le 2 septembre 1936 par une assemblée phalangiste à Valladolid, le désigna chef de cette junte le même jour. 
Les effectifs de la Phalange s’étant accrus de façon considérable dans les régions contrôlées par les Nationaux, des dissensions commencèrent à apparaître dès la fin de l’année 1936 et les premiers affrontements, parfois violents, opposèrent rapidement les différentes tendances. Hedilla était contesté en tant que chef de la junte provisoire où certains voulaient le remplacer, d’autres préféraient désigner carrément un nouveau chef national en remplacement de Jose Antonio tandis que les fidèles de ce dernier criaient au sacrilège car il n'y avait aucune preuve de sa mort selon eux ; ils attendaient en fait l'hypothétique échange de Raimundo Fernández Cuesta qui était emprisonné par les républicains. Finalement, et après bien des péripéties, notamment la mort du jeune phalangiste José María Alonso Goyo lors d'affrontements internes dans la nuit du 16 au 17 avril 1937, Hedilla convoqua une session du Conseil National de  la Phalange avec pour ordre du jour la dissolution de la junte provisoire et la désignation du Jefe Nacional. Hedilla désigné, il s’empressa d’apporter la nouvelle à Franco qui, selon ses dires le félicita et, qui bien entendu, se garda de lui dire qu’il  avait pris la décision de fusionner la Phalange avec les Carlistes traditionalistes en une Falange Española Tradicionalista y de las JONS qui fera partie du plus vaste Movimiento Nacional. Le choc fut donc immense lorsque, dès le lendemain, dans la soirée, fut publié le décret d’unification. Manuel Hedilla n’accepta pas cette fusion et refusa donc la direction du Secrétariat politique du nouveau parti que lui accorda Franco par décret du 22 avril.  
Hedilla fut alors assigné à résidence à son domicile tandis qu'un juge militaire engageait une procédure contre lui pour tentative de coup d'État visant à écarter Franco de toute responsabilité dans la zone nationale. Hedilla fut jugé avec vingt autres phalangistes le 5 juin et condamné à mort le même jour avec trois phalangistes. Dix jours plus tard, un autre conseil de guerre le condamna une nouvelle fois à mort comme responsable de la mort du phalangiste Alonso Goyo en avril. Ces deux condamnations à mort furent cependant commuées  en un emprisonnement à vie, grâce à l'intervention de Ramón Serrano Súñer et de l'ambassadeur d'Allemagne. Emprisonné d’abord aux îles Canaries, il fut ensuite placé en liberté surveillée à Majorque jusqu’en 1947, date de sa libération. Il vécut dans l’ostracisme le plus total jusqu’en 1970, n’ayant jamais réussi à obtenir sa réhabilitation par le régime franquiste.

## Héritage politique
Après sa libération, Manuel Hedilla va fonder le Frente Nacional de Alianza Libre avec Narciso Perales. À la fin des années soixante, il sera l’inspirateur d’un courant politique qui, après sa mort en 1970, se structurera en 1977 sous forme d’une Falange Española de las JONS (Auténtica). Depuis la disparition de ce parti en 2002, le courant hedilliste est représenté par une nouvelle formation, la Phalange Authentique (Falange Auténtica).